# Je to i můj život (film)
Je to i můj život (orig. My Sister's Keeper) je americký dramatický film režiséra Nicka Cassavatese z roku 2009 natočený podle stejnojmenné knihy spisovatelky Jodi Picoult. V hlavních rolích se objevili Cameron Diaz, Abigail Breslin, Sofia Vassilieva a Alec Baldwin.

## Děj
Anna Fitzgeraldová byla počata uměle s úmyslem být zdrojem genetického materiálu pro svou starší sestru Kate, která trpí leukémií, a zachránit jí tak život. Postupně jsou představeni členové její rodiny a ukázán vliv, jaký na ně mělo Katino onemocnění. Když je Kate 15, selžou jí ledviny. Anna ví, že bude rodiči donucena, aby Kate ledvinu darovala. Ona se ale bojí toho, že pokud se vzdá jedné ledviny, nebude moci žít život, jaký by chtěla. Myslí si, že nebude moct být roztleskávačkou, hrát fotbal nebo se stát matkou. Anna se proto rozhodne se svými rodiči soudit o to, aby mohla sama rozhodovat o svých lékařských zákrocích. Její přehnaně ochraňující matka Sara je z Annina rozhodnutí rozhořčená a dokonce ji uhodí, když dostane zprávu od soudu. Známý advokát Campbell Alexander souhlasí s tím, že bude Annu obhajovat. Později je odhaleno, že advokát nevzal případ kvůli proslulosti, ale protože trpí epilepsií a ví, co to znamená nemít kontrolu nad svým tělem.
Ve filmu je několik flashbacků, které ukazují, jak si jsou Kate a Anna blízké, jak Katina nemoc ovlivňuje životy jejích sourozenců a jejich vztahy. V jednom z flashbacků Kate potká dalšího pacienta s rakovinou Taylora Ambrose, s nímž začne chodit. Po krátkém vztahu společně jdou na ples pacientů, po kterém spolu mají pohlavní styk. Několik dní poté Kate brečí, protože se jí Taylor neozval. Její matka Sara je rozčílená, když se dozví, co udělali a zeptá se zdravotní sestry, kde Taylor je. Dozví se, že zemřel.
K Sařině zděšení odmítne soudkyně De Salvo zamítnout žalobu hned na začátku, a tak dojde ke slyšení. Během slyšení se pokouší Annin bratr Jesse přesvědčit sestru, aby řekla, proč se skutečně rozhodla podat na rodiče žalobu. Vyjde najevo, že Anna tak jedná pod nátlakem Kate, která již nechce podstupovat další zákroky a chce raději v klidu zemřít. Rozhodla se k Annu přinutit k soudu kvůli tomu, že matka ignoruje její přání. Kate si potom přeje, aby se mohla naposledy podívat na pláž a její otec Brian k tomu získá povolení od lékařů a odveze ji z nemocnice. Sara se rozčílí, když uvidí, že Kate přijela k domu a požaduje, aby ji Brian odvezl zpět do nemocnice. Brian to rozčíleně odmítá a odjede, předtím jí vyhrožuje rozvodem, pokud nepojede s nimi. Sara se později na pláži objeví. Rodina si užívá poslední venkovní společné okamžiky s Kate.
Než je Annin případ u soudu uzavřen, Kate v nemocnici během spánku zemře. Po její smrti, přijede k Anně domů Campbell, aby jí řekl, že Anna soudní při vyhrála. Všichni členové rodiny potom žijí dál své životy, změněné Katinou smrtí, ale každý rok na Katiny narozeniny společně jedou do Montany, na její nejoblíbenější místo na světě. Anna se podivuje nad tím, proč Kate musela zemřít, zatímco ona stále žije. Na konci ale Anna prohlašuje, že jejich vztah pokračuje, protože se z ní znovu setká.

## Obsazení
| Cameron Diaz       | Sara Fitzgeraldová             |
| Abigail Breslin    | Anna Fitzgeraldová             |
| Sofia Vassilieva   | Katherine "Kate" Fitzgeraldová |
| Alec Baldwin       | Campbell Alexander             |
| Jason Patric       | Brian Fitzgerald               |
| Thomas Dekker      | Taylor Ambrose                 |
| Emily Deschanelová | Dr. Farquadová                 |
| Joan Cusack        | soudkyně De Salvo              |
| Evan Ellingson     | Jesse Fitzgerald               |
| Heather Wahlquist  | teta Kelly                     |
| Elizabeth Daily    | sestra Susan                   |
| Jeffrey Markle     | Dr. Wayne                      |
| Olivia Hancock     | malá Kate Fitzgeraldová        |
| Brennan Bailey     | malý Jesse Fitzgerald          |